# Periyakulam
Periyakulam è una suddivisione dell'India, classificata come municipality, di 42.039 abitanti, situata nel distretto di Theni, nello stato federato del Tamil Nadu. In base al numero di abitanti la città rientra nella classe III (da 20.000 a 49.999 persone).

## Geografia fisica
La città è situata a 10° 07' 50 N e 77° 32' 40 E.

## Società

### Evoluzione demografica
Al censimento del 2001 la popolazione di Periyakulam assommava a 42.039 persone, delle quali 21.139 maschi e 20.900 femmine. I bambini di età inferiore o uguale ai sei anni assommavano a 4.256, dei quali 2.221 maschi e 2.035 femmine. Infine, coloro che erano in grado di saper almeno leggere e scrivere erano 31.775, dei quali 17.353 maschi e 14.422 femmine.